# NGC 7683
NGC 7683 é uma galáxia lenticular (S0) localizada na direcção da constelação de Pegasus. Possui uma declinação de +11° 26' 43" e uma ascensão recta de 23 horas, 29 minutos e 03,8 segundos.